# Pultenaea densifolia
Pultenaea densifolia är en ärtväxtart som beskrevs av Ferdinand von Mueller. Pultenaea densifolia ingår i släktet Pultenaea och familjen ärtväxter. Inga underarter finns listade i Catalogue of Life.